# Стефан Грабець
Сте́фан Гра́бець (пол. Stefan Hrabec; 14 січня 1912, м. Станіслав, тепер Івано-Франківськ — 25 грудня 1972, Лодзь) — польський мовознавець.

## Біографія
Львівський університет закінчив у 1936 році.
Викладав у 1946—1952 в університеті м. Торуня, з 1954 — професор Лодзького університету.

## Праці
Автор праць:
- з історії польської літературної мови, в яких досліджував вплив на неї української мови:
  - «Скраїнні елементи в мові деяких польських письменників 16 і 17 ст.» (1949),
  - «Про мову Берната з Любліна» (1960) та ін.;
- з ономастики, зокрема української:
  - «Географічні назви Гуцульщини» (1950);
  - «Карпатські географічні назви» (1959) та ін.

Брав участь у створенні «Словника мови А. Міцкевича» і «Словника польської мови XVI ст.».
Співредактор «Українсько-польського словника» (1957).
У книзі «Нарис історії української мови» (1956) йому належить розділ «Нарис історії української мови з кінця 18 ст. до новіших часів», де йдеться про мову творів Івана Котляревського, Тараса Шевченка, Івана Франка, Лесі Українки, Михайла Коцюбинського та інших українських письменників.